# Eugène Pérès
Eugène Pérès, né le 19 février 1858 à Toulouse (Haute-Garonne) et décédé le 13 février 1939 à Toulouse, est un avocat et homme politique français.

## Biographie
Avocat à Toulouse, bâtonnier de l'Ordre de 1911 à 1913. maire Radical-Républicain de Sainte-Croix-Volvestre. conseiller général du canton de Sainte-Croix-Volvestre, Président du Conseil général de l'Ariège de 1913 à 1925. Il est élu député radical de l'Ariège en 1906. Battu en 1910, il profite d'un élection sénatoriale partielle en 1914 pour retrouver le chemin du Parlement. Il conserve son mandat de sénateur jusqu'en 1930, et s'investit beaucoup sur les questions juridiques au sein de la commission de la législation civile et criminelle.

## Sources
- « Eugène Pérès », dans le Dictionnaire des parlementaires français (1889-1940), sous la direction de Jean Jolly, PUF, 1960 [détail de l’édition]
- Louis Claeys, Deux siècles de vie politique dans le Département de l'Ariège 1789-1989, Pamiers 1994.